# Diocesi di Castellaneta

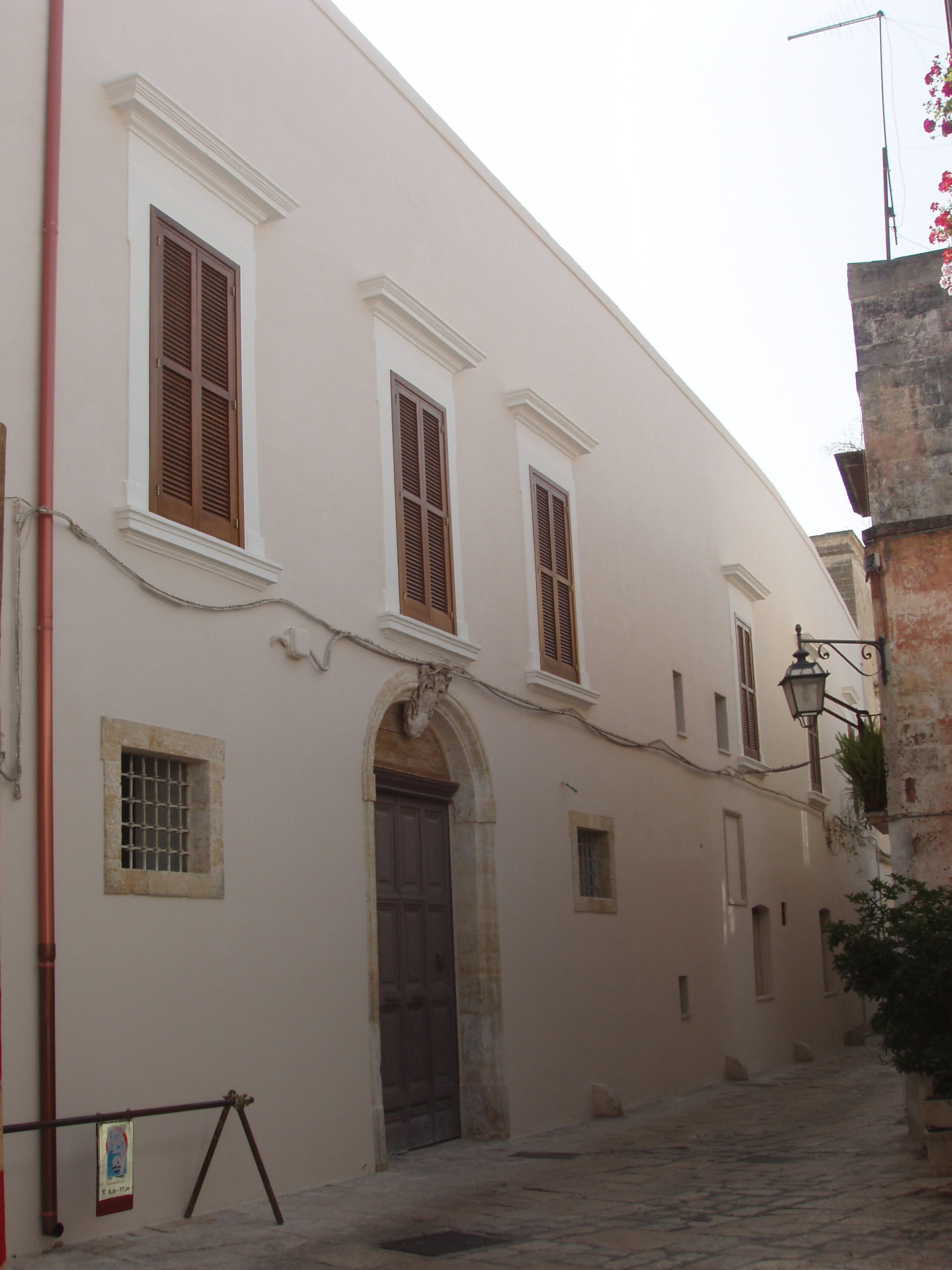
Il palazzo vescovile di Castellaneta.

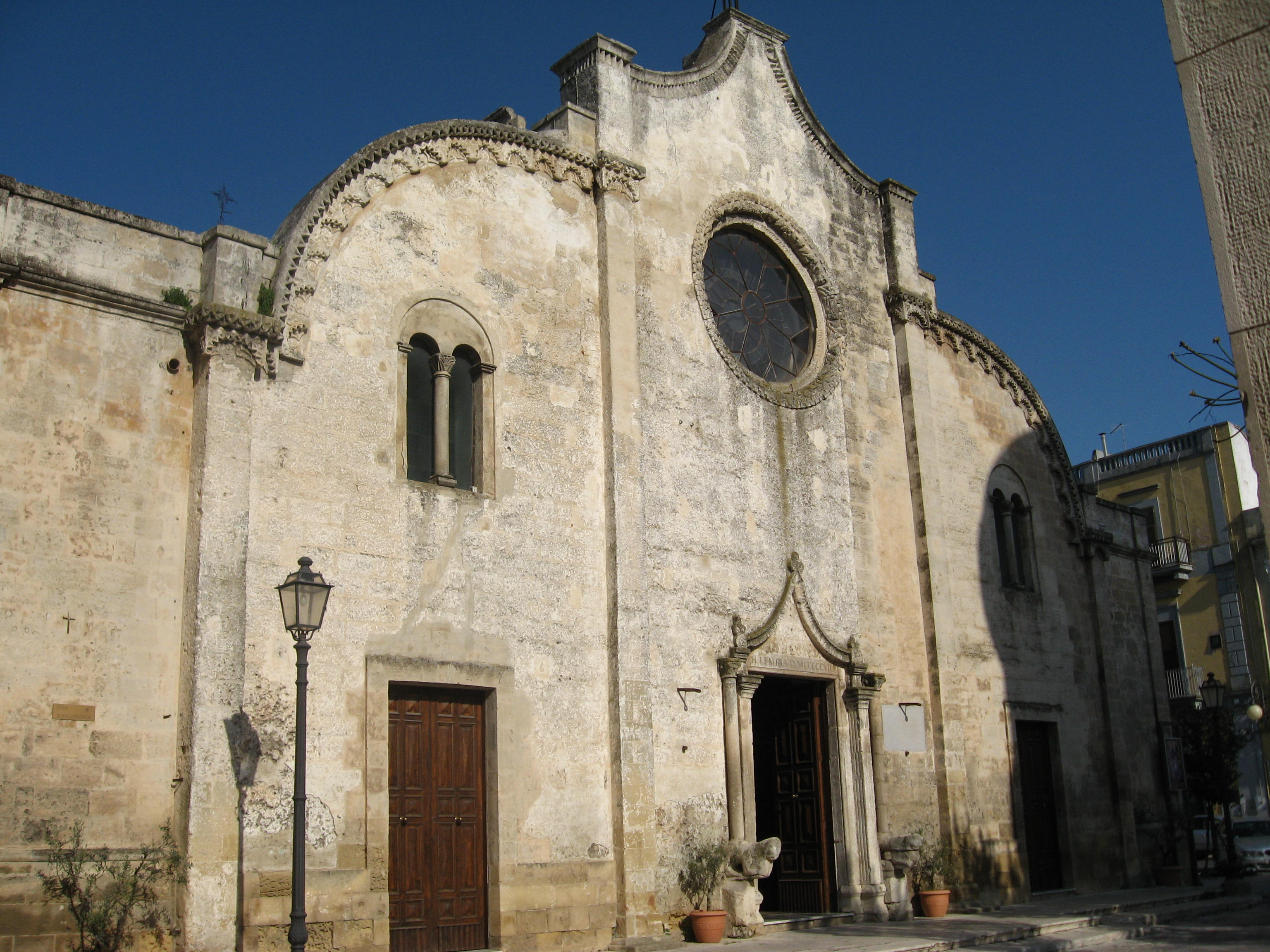
L'ex cattedrale di Santa Maria Assunta di Mottola.

La diocesi di Castellaneta (in latino Dioecesis Castellanetensis) è una sede della Chiesa cattolica in Italia suffraganea dell'arcidiocesi di Taranto appartenente alla regione ecclesiastica Puglia. Nel 2023 contava 117.300 battezzati su 123.512 abitanti. È retta dal vescovo Sabino Iannuzzi, O.F.M.

## Patroni
- San Nicola di Bari, patrono principale
- San Francesco di Paola, compatrono

## Territorio
La diocesi comprende i comuni pugliesi di Castellaneta, Ginosa, Laterza, Massafra, Mottola, Palagianello e Palagiano in provincia di Taranto.
Sede vescovile è la città di Castellaneta, dove si trova la cattedrale di Santa Maria Assunta. A Mottola sorge l'ex cattedrale di Santa Maria Assunta. Tre sono i santuari riconosciuti della diocesi: il santuario Mater Domini a Laterza, i santuari di Gesù Bambino e della Madonna della Scala a Massafra.

### Parrocchie
Il territorio si estende per 1.043 km² ed è suddiviso in 35 parrocchie, raggruppate in 8 vicarìe.

## Storia

### Origini
La diocesi di Castellaneta venne eretta in epoca normanna, dopo che questi conquistarono la città la prima volta nel 1064, e definitivamente una seconda volta nel 1080. «L'istituzione della diocesi avvenne per impulso del normanno Riccardo Senescalco, nipote del Guiscardo e dominus di Mottola e Castellaneta, nel segno del processo di latinizzazione del territorio e ridefinizione del quadro diocesano sollecitato dagli accordi di Melfi (1059) e di Ceprano (1080)». Fin dall'inizio apparteneva alla provincia ecclesiastica dell'arcidiocesi di Taranto.
Primo vescovo storicamente documentato è Amuro, che nel 1099 fu presente alla consacrazione della chiesa di San Michele Arcangelo a Montescaglioso e che nel dicembre 1100 confermò all'abate Orso di Santa Maria di Banzi il possesso della chiesa di San Matteo nel territorio di Castellaneta. Nel diploma Amuro si firma come Mutulensis atque Castellanitensis ecclesie presul, vescovo delle chiese di Mottola e di Castellaneta, indizio che in quel periodo le due diocesi erano unite in persona episcopi.
L'unione tuttavia dovette durare ben poco; infatti in un altro diploma 1110 appaiono contemporaneamente il vescovo di Mottola Valcauso e il vescovo di Castellaneta Nicola; quest'ultimo è ancora ricordato in un diploma di Ruggero II del 1133.
A partire dal XII secolo si radicarono sul territorio importanti cellule monastiche benedettine, fra cui le chiese rupestri di San Matteo e di San Sabino, dipendenti dall'abbazia di Cava de' Tirreni. Nel XIII secolo i rapporti tra i vescovi e i monaci furono burrascosi, nonostante l'esenzione dei monasteri dalla giurisdizione vescovile, pattuita nel 1226, e sfociarono addirittura in azioni di forza da parte dei vescovi. «Il lungo e spigoloso contenzioso tra i cavensi e il vescovo Boemondo, riguardante il possesso della chiesa di San Matteo de domo e delle sue pertinenze, è un segnale del clima di tensione, di prevaricazione e di degenerazione istituzionale che regnava nello scenario ecclesiastico locale dominato da vescovi insolenti e riottosi, chierici rissosi, concubini e usurai, monaci poco caritatevoli».

### Età moderna
A partire dal XVI secolo anche i vescovi della diocesi di Castellaneta iniziarono l'attuazione delle riforme volute dal concilio di Trento. Tra questi si distinse in particolare Bartolomeo Sirigo junior (1544-1577), già segretario del concilio tridentino, che nel 1572 effettuò la prima visita canonica della diocesi. All'inizio del Seicento, il vescovo Antonio de Mattheis (1618-1635) si impegnò per la riforma morale e religiosa del clero e dei fedeli, riconoscendo che la situazione di precarietà venutasi a creare nella diocesi era dovuta alle troppe assenze dei vescovi dalla propria sede. Altri vescovi che lasciarono un'impronta nella vita e nell'organizzazione della diocesi furono Domenico Antonio Bernardini (1677-1696), Onofrio Montesoro (1696-1722), Bonaventura Blasio (1724-1733), Massenzio Filo della Torre di Santa Susanna (1733-1763).
Nel processo di riforma ebbero un ruolo significativo le confraternite, di cui ne sono note nove alla fine del Seicento, e le comunità religiose, tra cui domenicani, francescani, cappuccini, clarisse e cappuccine.
In seguito al concordato tra Pio VII e Ferdinando I delle Due Sicilie, il 27 giugno 1818 con la bolla De utiliori venne soppressa la vicina diocesi di Mottola e i suoi territori di Mottola, Massafra, Palagiano e Palagianello furono uniti a quelli di Castellaneta.
Nell'Ottocento, Salvatore Lettieri (1818-1825), primo vescovo dopo un lungo periodo di sede vacante, ripristinò le visite pastorali, resesi necessarie per superare le difficoltà e i malumori sorti dopo la soppressione della diocesi di Mottola. Il suo successore Pietro Lepore (1827-1851) fondò il seminario diocesano, aperto l'8 maggio 1838, e celebrò un sinodo il 24 aprile 1839; a lui si deve anche la restaurazione della cattedrale.

### Età contemporanea
Dal 1974 al 1980 fu unita in persona episcopi all'arcidiocesi di Taranto durante l'episcopato di Guglielmo Motolese.
L'8 settembre 1976 la diocesi si ampliò con l'aggregazione dei territori di Ginosa e Laterza, appartenuti per secoli all'arcidiocesi di Matera.
Il 27 e 28 novembre 1987 si è svolto a Castellaneta un convegno nazionale di studio in occasione del IX centenario dell'istituzione della diocesi.

## Cronotassi dei vescovi
Si omettono i periodi di sede vacante non superiori ai 2 anni o non storicamente accertati.
- Teobaldo ? † (2 ottobre 1071 - ?)[12]
- Giovanni I ? † (menzionato nel 1088)[13]
- Amuro (o Ancauro)[14] † (prima del 1099 - dopo il 1110)
- Nicola † (prima del 1110 - dopo il 1133)
- Angelo I † (menzionato nel 1181)[15]
- Anonimo † (menzionato nel 1195)[15]
- Roberto † (menzionato nel 1196)
- Santoro † (menzionato nel 1220)
- Marco † (prima del 1226 - dopo il 1242)[15]
- Biagio † (luglio 1258 - circa 1282 deceduto)[15]
  - Pietro, O.S.B. † (prima del 23 novembre 1282 deceduto) (vescovo eletto)
- Giovanni II, O.F.M. † (prima del 1284 - dopo il 1293)
- Boemondo (o Bernardo) † (menzionato nel 1300)
- Angelo II † (menzionato nel 1328)
- Teobaldo † (gennaio 1331 - 1342 deceduto)
- Pietro de Baia † (4 febbraio 1344 - ? deceduto)
- Tommaso da Sulmona, O.P. † (16 agosto 1367 - ?)
- Benedetto Ardinghelli, O.P. † (circa 1378 - 31 luglio 1383 deceduto)
- Bartolomeo da Siena, O.F.M. † (16 novembre 1386 - 1396 deceduto)
- Benedetto Pasquarelli, O.E.S.A. † (1396 - 6 aprile 1397 nominato vescovo di Ascoli Piceno)[16]
- Benedetto Pasquarelli, O.E.S.A. † (23 ottobre 1399 - ?) (per la seconda volta)
- Roberto de Gratiano † (6 settembre 1409 - 1418 deceduto)
- Francesco Arcamoni † (14 novembre 1418 - 1424 deceduto)
- Bartolomeo di Stefano † (27 ottobre 1424 - 1431 deceduto)
- Gregorio Resti † (19 novembre 1431 - 1454 deceduto)
- Eustachio da Massafra † (29 marzo 1454 - circa 1458)
- Giovanni Francesco Orsini † (16 ottobre 1459 - ?)
- Antonio de Pirro † (31 gennaio 1477 - 8 ottobre 1492 nominato vescovo di Avellino)
- Alfonso Gallego, O.S.A. † (21 novembre 1494 - ? deceduto)
- Marco Antonio Prioldo † (6 aprile 1513 - 1536 deceduto)
- Giovan Pietro Santoro † (14 luglio 1536 - ottobre 1536 deceduto)
- Bartolomeo Sirigo senior † (6 novembre 1536 - 1544 dimesso)
- Bartolomeo Sirigo junior † (17 marzo 1544 - 1577 dimesso)
- Giovan Luigi de Benedictis † (24 maggio 1577 - 1584 dimesso)
- Bernardo de Benedictis † (28 gennaio 1585 - 1607 deceduto)
- Aureolo Averoldi † (5 novembre 1607 - 1617 dimesso)
- Antonio de Mattheis † (12 febbraio 1618 - 1635 deceduto)
- Ascenzio Guerrieri † (7 maggio 1635 - 1645 deceduto)
- Angelo Melchiorre † (31 luglio 1645 - 1650 deceduto)
- Carlo Antonio Agudio † (21 novembre 1650 - 15 gennaio 1673 deceduto)
- Carlo Falconi † (13 marzo 1673 - gennaio 1677 deceduto)
- Domenico Antonio Bernardini † (26 aprile 1677 - 18 giugno 1696 nominato vescovo di Mileto)
- Onofrio Montesoro † (17 dicembre 1696 - 24 dicembre 1722 dimesso)
- Luigi Maria de Dura, O.P. † (15 marzo 1723 - febbraio 1724 deceduto)
- Bonaventura Blasio, O.F.M.Conv. † (11 settembre 1724 - marzo 1733 deceduto)
- Massenzio Filo della Torre di Santa Susanna † (11 maggio 1733 - settembre 1763 deceduto)
- Giovan Filippo Leonardo Vitetti † (20 febbraio 1764 - 1778 deceduto)
  - Sede vacante (1778-1792)
- Gioacchino Vassetta † (27 febbraio 1792 - 1793 deceduto)
  - Sede vacante (1793-1797)
- Vincenzo Castro † (18 dicembre 1797 - 9 ottobre 1800 deceduto)
  - Sede vacante (1800-1818)[17]
- Salvatore Lettieri † (6 aprile 1818 - 27 giugno 1825 nominato vescovo di Nardò)
- Pietro Lepore † (9 aprile 1827 - 26 giugno 1851 deceduto)
- Bartolomeo d'Avanzo † (18 marzo 1852 - 13 luglio 1860 nominato vescovo di Calvi e Teano)[18]
  - Sede vacante (1860-1873)
- Mariano Positano † (21 marzo 1873 - 13 maggio 1880 deceduto)
- Gaetano Bacile di Castiglione † (20 agosto 1880 - 14 maggio 1886 dimesso[19])
- Giocondo de Nittis, O.F.M. † (7 giugno 1886 - 28 febbraio 1908 deceduto)
- Federico de Martino † (30 novembre 1908 - 26 agosto 1909 deceduto)
- Agostino (Antonio) Laera † (23 giugno 1910 - 24 luglio 1931 dimesso[20])
- Francesco Potenza † (1º settembre 1931 - 11 gennaio 1958 deceduto)
- Nicola Riezzo † (25 marzo 1958 - 28 aprile 1969 nominato arcivescovo di Otranto)
  - Sede vacante (1969-1974)
- Guglielmo Motolese † (14 maggio 1974 - 27 settembre 1980 dimesso)[21]
- Francesco Voto † (22 dicembre 1980 - 21 dicembre 1982 deceduto)
- Ennio Appignanesi † (15 settembre 1983 - 3 luglio 1985 nominato vicegerente della diocesi di Roma[22])
- Martino Scarafile † (31 ottobre 1985 - 14 febbraio 2003 ritirato)
- Pietro Maria Fragnelli (14 febbraio 2003 - 24 settembre 2013 nominato vescovo di Trapani)
- Claudio Maniago (12 luglio 2014 - 29 novembre 2021 nominato arcivescovo di Catanzaro-Squillace)[23]
- Sabino Iannuzzi, O.F.M., dal 5 marzo 2022

## Vescovi oriundi della diocesi
- Antonio D'Erchia (Massafra, 14 maggio 1911 - Massafra, 6 ottobre 1997), prelato di Altamura e Acquaviva delle Fonti (1962-1969), vescovo di Monopoli (1969-1986), vescovo di Conversano (1970-1986), vescovo di Conversano-Monopoli (1986-1987); padre al Concilio Vaticano II
- Giuseppe Favale (Palagiano, 29 febbraio 1960), vescovo di Conversano-Monopoli

## Statistiche
La diocesi nel 2023 su una popolazione di 123.512 persone contava 117.300 battezzati, corrispondenti al 95,0% del totale.
| anno | popolazione | popolazione | popolazione | presbiteri | presbiteri | presbiteri | presbiteri                | diaconi | religiosi | religiosi | parrocchie |
| anno | battezzati  | totale      | %           | numero     | secolari   | regolari   | battezzati per presbitero | diaconi | uomini    | donne     | parrocchie |
| ---- | ----------- | ----------- | ----------- | ---------- | ---------- | ---------- | ------------------------- | ------- | --------- | --------- | ---------- |
| 1949 | 54.400      | 55.000      | 98,9        | 45         | 35         | 10         | 1.208                     |         | 10        | 94        | 10         |
| 1959 | 60.000      | 60.000      | 100,0       | 49         | 41         | 8          | 1.224                     |         | 4         | 8         | 14         |
| 1970 | 68.141      | 68.688      | 99,2        | 37         | 31         | 6          | 1.841                     |         | 10        | 105       | 25         |
| 1980 | 109.346     | 111.463     | 98,1        | 52         | 39         | 13         | 2.102                     |         | 15        | 73        | 33         |
| 1990 | 119.052     | 121.256     | 98,2        | 51         | 41         | 10         | 2.334                     | 1       | 20        | 71        | 33         |
| 1999 | 123.415     | 125.778     | 98,1        | 53         | 42         | 11         | 2.328                     | 3       | 21        | 51        | 35         |
| 2000 | 125.283     | 126.934     | 98,7        | 51         | 41         | 10         | 2.456                     | 3       | 25        | 44        | 35         |
| 2001 | 126.443     | 128.537     | 98,4        | 51         | 44         | 7          | 2.479                     | 3       | 17        | 46        | 35         |
| 2002 | 126.321     | 127.203     | 99,3        | 48         | 48         |            | 2.631                     | 2       | 22        | 41        | 35         |
| 2003 | 125.495     | 127.598     | 98,4        | 51         | 44         | 7          | 2.460                     | 2       | 25        | 42        | 35         |
| 2004 | 120.398     | 126.031     | 95,5        | 51         | 44         | 7          | 2.360                     | 2       | 25        | 41        | 35         |
| 2006 | 124.710     | 129.981     | 95,9        | 53         | 43         | 10         | 2.353                     | 2       | 15        | 42        | 33         |
| 2013 | 125.861     | 128.687     | 97,8        | 54         | 46         | 8          | 2.330                     | 1       | 9         | 32        | 35         |
| 2016 | 125.861     | 128.294     | 98,1        | 57         | 48         | 9          | 2.208                     |         | 16        | 34        | 35         |
| 2019 | 118.192     | 128.211     | 92,2        | 61         | 46         | 15         | 1.937                     | 2       | 23        | 27        | 35         |
| 2021 | 119.018     | 125.345     | 95,0        | 52         | 42         | 10         | 2.288                     | 3       | 17        | 33        | 35         |
| 2023 | 117.300     | 123.512     | 95,0        | 50         | 41         | 9          | 2.346                     | 2       | 19        | 29        | 35         |